# Hypsiboas andinus
Hypsiboas andinus ies una especie de anfibios de la familia Hylidae.. Habita en Argentina y Bolivia.
Sus hábitats naturales incluyen bosques tropicales o subtropicales secos, praderas a gran altitud, ríos, marismas de agua dulce, corrientes intermitentes de agua, canales y diques. Su supervivencia no está en peligro según la IUCN.